# Arros
Az Arros folyó Délnyugat-Franciaország területén, az Adour jobb oldali mellékfolyója.

## Földrajzi adatok
A folyó Hautes-Pyrénées megyében, a Pireneusokban ered, és Plaisance-tól 8 km-re északnyugatra torkollik az Adourba. Vízgyűjtő területe 947 km², hossza 139 km.

## Megyék és városok a folyó mentén
- Hautes-Pyrénées: Bourg-de-Bigorre, Tournay, Chelle-Debat
- Gers: Montégut-Arros, Plaisance.

## Mellékfolyói
- Luz
- Arrêt
- Arrêt-Darré
- Bouès